# Văn hóa Kazakhstan

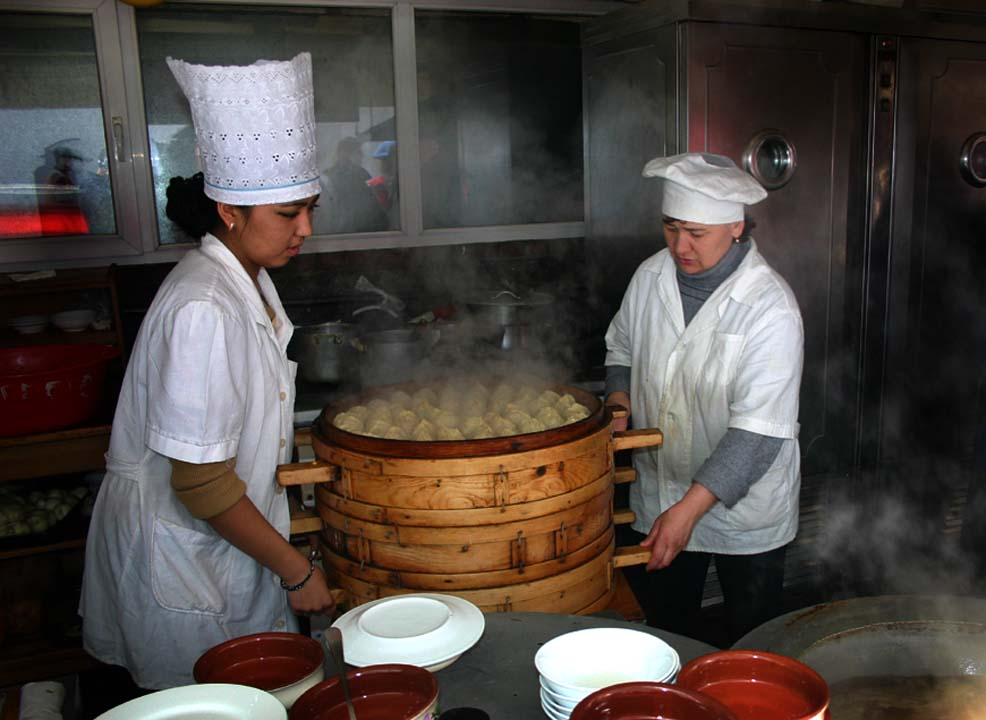
Ẩm thực của người Kazakh bắt đầu phát triển vào thế kỷ 13.

Văn hóa Kazakh trong thời kì hiện đại mang sự đặc trưng chủ yếu là do sự kết hợp giữa nền văn hóa du mục Tengrian, văn hóa Hồi giáo và văn hóa châu Âu. Các yếu tố thuộc về nền văn hóa du mục có nguồn gốc từ tổ tiên của người Kazakh, chẳng hạn như tộc người Hung, những dân cư thuộc hãn quốc Đột Quyết, hãn quốc Kim Trướng và hãn quốc Kazakh. Các yêu tố thuộc về chủ nghĩa du mục đã phần lớn định hình nên âm nhạc, trang phục, trang sức và nền văn học dân gian đặc biệt của riêng nó. Văn hóa Kazakhstan dường như cũng chịu ảnh hưởng mạnh mẽ của nền văn hóa du mục của tộc người Scythia. Nền văn hóa Kazakhstan đã phát triển mạnh kể từ thời kỳ hậu Xô Viết. Lối sống truyền thống của người Kazakh đã pha trộn với những ảnh hưởng từ xã hội phương Tây, cũng như từ nền văn hóa từ các nước láng giềng như Nga và Trung Quốc. 
Vì chăn nuôi là trọng tâm trong nền kinh tế truyền thống của người Kazakh nên hầu hết các phong tục và tập quán du mục của họ đều liên quan đến chăn nuôi theo một cách nào đó. Những lời chúc truyền thống của người Kazakh thường có liên quan đến bệnh tật hoặc sự sinh nở của vật nuôi. Để có một mối quan hệ tốt với khách, gia chủ trước tiên phải hỏi về sức khỏe vật nuôi của khách khi chào đón họ và sau đó mới hỏi về cuộc sống của họ.
Nơi ở truyền thống của người Kazakh là yurt, một chiếc lều bao gồm một cái khung làm bằng gỗ liễu, được phủ bằng nỉ, có thể có độ dày khác nhau. Phần trên của lều có thiết kế một lỗ mở cho phép khói từ lò sưởi nằm ở trung tâm chiếc lều có thể thoát ra ngoài; nhiệt độ của lều và luồng gió đi vào lều có thể được kiểm soát bằng một cánh đảo gió giúp tăng hoặc giảm kích thước của lỗ mở trên. Một chiếc lều yurt được xây dựng đúng với thiết kế trên có thể làm cho không khí trong lều mát mẻ vào mùa hè và ấm áp vào mùa đông, đồng thời có thể tháo ra hoặc lắp đặt chiếc lều trong vòng chưa đầy một giờ. Nội thất của lều yurt có ý nghĩa lễ nghi; bên phải thường dành cho nam và bên trái dành cho nữ. Hình ảnh về lều yurt cũng thường được sử dụng như một chi tiết trang trí trong các nhà hàng và các tòa nhà.

## Tôn giáo
Hồi giáo là tôn giáo lớn nhất ở Kazakhstan, tiếp theo là Chính thống giáo Nga. Theo truyền thống, người Kazakh theo đạo Hồi dòng Sunni, còn tộc người Nga theo Chính thống giáo Nga. Khoảng 70% dân số theo đạo Hồi. Phần lớn là người theo đạo Hồi dòng Sunni thuộc trường phái Hanafi, bao gồm cả người Kazakh, chiếm khoảng 60% dân số, người Uzbek, người Duy Ngô Nhĩ và người Tatar. Ít hơn 25% dân số theo Chính thống giáo Nga, bao gồm người Nga, người Ukraina và người Belarus. Các tôn giáo khác bao gồm Do Thái giáo, Bahá'í giáo, Hare Krishnas, Phật giáo và Giáo hội các Thánh hữu Ngày sau của Chúa.

## Ẩm thực

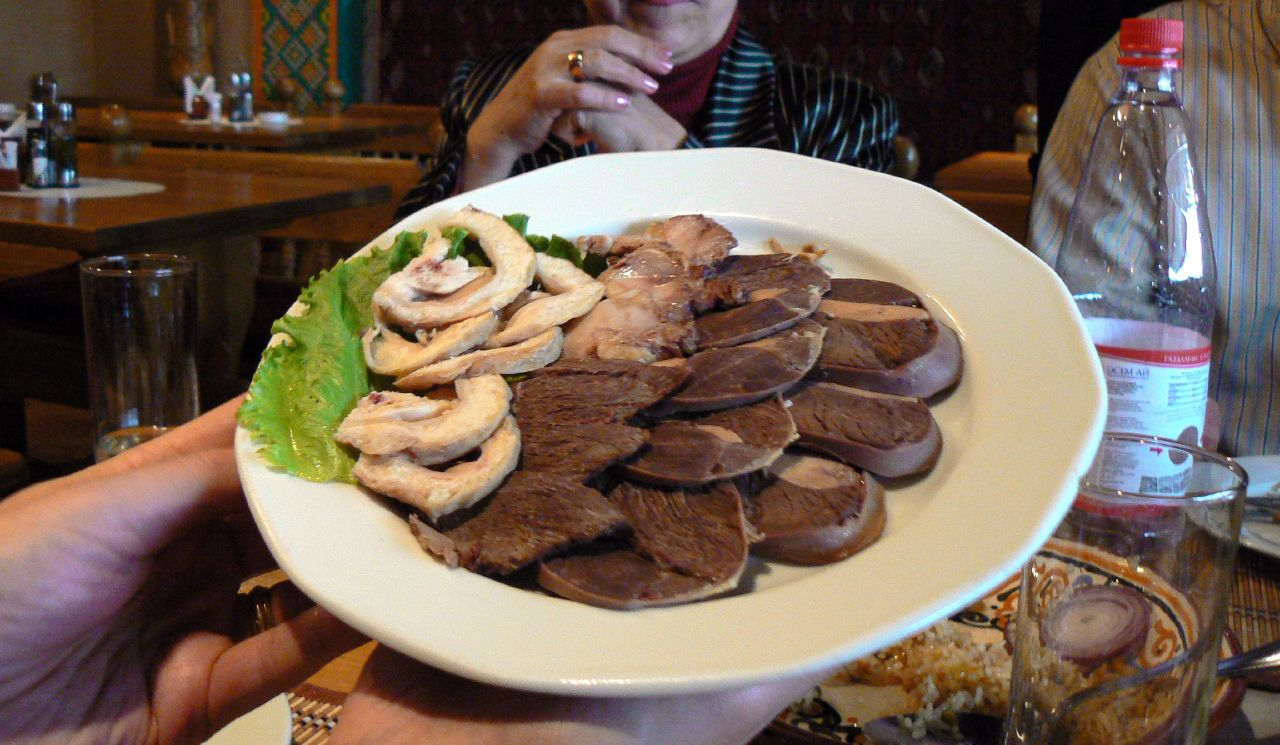
Một đĩa thịt ngựa được phục vụ theo truyền thống như một món khai vị.

Ẩm thực truyền thống của Kazakhstan xoay quanh các món ăn được chế biến từ thịt cừu và thịt ngựa, cũng như nhiều loại thực phẩm từ sữa. Trong hàng trăm năm về trước, người Kazakh chăn nuôi các loài cừu đuôi béo, lạc đà hai bướu và ngựa, họ dựa vào những con vật này để vận chuyển quần áo và thức ăn. Các kỹ thuật nấu ăn và các thành phần chính của món ăn mang đậm sự ảnh hưởng mạnh mẽ từ lối sống du mục của quốc gia này. Ví dụ, hầu hết các kỹ thuật nấu ăn đều nhằm mục đích bảo quản thực phẩm lâu dài hơn. Có một phương pháp chế biến là ướp muối và làm khô thịt, từ đó thịt có thể giữ được lâu, ngoài ra họ còn  thích dùng sữa chua, vì nó dễ tiết kiệm hơn. 
Trong những năm gần đây, đã có một làn sóng đầu bếp trẻ người Kazakhstan gốc Tây đến Astana, bao gồm cả Rania Ahmed, người đã dành những năm đầu tiên của mình để đào tạo tại các nhà hàng Sao Michelin ở phía Tây Luân Đôn. Điều này đã dẫn đến một phong cách ẩm thực mới, mang sự kết hợp giữa các món mặn truyền thống của Kazakhstan với các món ăn nhanh của châu Âu, chẳng hạn như betinjantabs, món ăn này đã trở nên rất phổ biến với thế hệ trẻ. 
Besbarmak là một món ăn bao gồm thịt ngựa hoặc thịt cừu luộc, là món ăn phổ biến nhất của người Kazakhstan. Besbarmak thường được ăn với mì ống luộc và nước dùng làm từ thịt được gọi là shorpa, và theo truyền thống, món này được phục vụ trong một loại bát gọi là kese. Còn có các món thịt phổ biến khác như kazy (món xúc xích làm từ thịt ngựa, chỉ những người giàu có mới có thể mua được), shuzhuk (món xúc xích thịt ngựa), kuyrdak (còn gọi là kuirdak, một món ăn được làm từ lòng của ngựa, cừu hoặc bò được nướng, sau đó thái hạt lựu và ăn kèm với hành và ớt), ngoài ra còn nhiều món ăn khác từ thịt ngựa, chẳng hạn như zhal (mỡ cổ ngựa xông khói) và zhaya (thịt hông và chân sau của ngựa xông khói). Pilaf (palaw) là món cơm phổ biến nhất của người Kazakhstan, bao gồm rau (cà rốt, hành tây và/hoặc tỏi) và thịt. Món đồ uống quốc gia là kumys (sữa ngựa lên men) và nước trà.

## Các phong tục tập quán
Người Kazakh được biết đến với lòng hiếu khách và rất nhiều phong tục tập quán, truyền thống của người Kazakh dựa trên các tiêu chuẩn đạo đức của dân tộc này. Một số phong tục đã bị thất truyền, nhưng một số đang được phổ biến trở lại. Dưới đây là một số phong tục tập quán, truyền thống đã đóng một vai trò quan trọng trong xã hội Kazakhstan hiện đại: 
Konakasy (Qonaqası) (tiếng Kazakh: қонақасы; "konak/qonaq" - khách mời, "as" - đồ ăn) -  một phong tục chào đón khách tới và làm cho kỳ nghỉ của họ trở nên thú vị nhất có thể bằng cách cung cấp thức ăn, chỗ nghỉ ngơi và nơi giải trí. Tùy thuộc vào hoàn cảnh mà vị khách đó đến từ đâu, họ có thể được gọi là "arnayy konak/arnayı qonaq" (tiếng Kazakh: арнайы қонақ) - một vị khách được mời đặc biệt, "kudayy konak/qudayı qonaq" (tiếng Kazakh: құдайы қонақ) - một vị khách du lịch bình thường, "kydyrma konak/qıdırma qonaq" (tếng Kazakh: қыдырма қонақ) - một vị khách bất ngờ.
Korimdik (Kӧrimdik) (tiếng Kazakh: көрімдік; "kӧru" - nhìn) - một phong tục tặng một người một món quà để chúc mừng họ đã đạt được thành công trong cuộc sống. Phong tục đó được gọi là korimdik, nếu thành công là về một người hoặc một vật nuôi (ví dụ: con dâu hoặc vật nuôi của một người mới sinh con), và baygazy/bayghazı (tiếng Kazakh: байғазы), nếu thành công là về vật chất.
Shashu (Shashū) (tiếng Kazakh: шашу) - phong tục tắm cho các vị anh hùng bằng đồ ngọt trong một lễ hội nào đó. Bởi vì người Kazakh tin rằng thú vui sưu tập sẽ mang lại may mắn.
Bata (tiếng Kazakh: бата - phước lành) - một loại hình nghệ thuật thơ ca, thường được người được kính trọng nhất hoặc người lớn tuổi nhất biểu diễn để bày tỏ lòng biết ơn đối với sự hiếu khách, hoặc chúc phúc cho một người sắp bước sang một giai đoạn quan trọng trong cuộc đời, sẽ trải qua một trải nghiệm hoặc một chuyến đi đầy thử thách.
Tusau kesu (Tusaū kesū) (tiếng Kazakh: тұсау кесу) - phong tục kỷ niệm những nỗ lực đầu tiên của một đứa trẻ để có thể đi được những bước đi đầu đời. Chân của đứa trẻ được buộc bằng một sợi dây có hai màu trắng và đen tượng trưng cho điều tốt và điều xấu trong cuộc sống. Sau đó, sợi dây được cắt bởi một người họ hàng là nữ, người đó có bản chất năng động và hoạt bát, để đứa trẻ có được những phẩm chất của cô ấy. Sau khi sợi dây bị cắt, nó được đốt.
Kyz uzatu (Qız uzatū) (tiếng Kazakh: қыз ұзату) - tiệc cưới đầu tiên do bố mẹ cô dâu tổ chức. Dịch sát nghĩa là "tiễn con gái".
Betashar (tiếng Kazakh: беташар; "bet" - mặt, "ashu" - mở) - phong tục (thường được thực hiện trong đám cưới) vén khăn che mặt cô dâu lên. Hôm đó, mullah được mời biểu diễn một bài hát ngẫu hứng, trong đó có đề cập đến những người thân của chú rể. Trong buổi biểu diễn của anh ấy, cô dâu phải cúi đầu mỗi khi nghe thấy tên. Sau bài hát, mẹ của chú rể sẽ vén khăn che mặt.
Shildehana (Shildekhana) (tiếng Kazakh: шілдехана) - lễ kỷ niệm sự ra đời của một đứa trẻ (giống với ngày sinh nhật).
Suinshi (Süyinshi) (tiếng Kazakh: сүйінші) - phong tục tặng quà cho người đã mang lại tin tốt.

## Ngôn ngữ
Ngôn ngữ chính thức ở Kazakhstan là tiếng Kazakh, một ngôn ngữ Turk có quan hệ gần gũi với tiếng Nogai và tiếng Karakalpak. Một ngôn ngữ khác được sử dụng rộng rãi là tiếng Nga. Các chính sách ngôn ngữ gần đây cho thấy người có khả năng giao tiếp bằng ba ngôn ngữ là yếu tố quan trọng cho sự phát triển của đất nước trong tương lai.

## Nghệ thuật
Mỗi năm các nghệ nhân Kazakhstan tham gia cuộc thi "Sheber". Cuộc thi nằm trong chương trình "Phát triển nghề thủ công và phục hồi nghệ thuật dân gian và hàng thủ công ở Kazakhstan" bắt đầu từ năm 2006 nhằm tăng khả năng cạnh tranh của các mặt hàng của các nghệ nhân Kazakhstan ở trong nước và quốc tế. Chương trình này đã được thực hiện bởi Hiệp hội Nghệ nhân Kazakhstan, "Chevron", Quỹ Á-Âu của Trung Á, Bộ Văn hóa và Thông tin Kazakhstan và Văn phòng Cụm UNESCO tại Almaty.

## Âm nhạc

### Bài ca kỳ diệu của thảo nguyên vĩnh cửu
Bài ca kỳ diệu của thảo nguyên vĩnh cửu là một loạt các buổi hòa nhạc tại Carnegie Hall và Trung tâm Biểu diễn Nghệ thuật John F. Kennedy để kỷ niệm Ngày văn hóa Kazakhstan tại Hoa Kỳ. Các buổi hòa nhạc được tổ chức nhằm giới thiệu nền âm nhạc dân gian của Kazakhstan, các kiệt tác cổ điển phương Tây cũng như các bài hát Mỹ do Dàn nhạc cụ dân gian Quốc gia Kurmangazy Kazakhstan, Dàn hợp xướng Quốc gia Baikadamov Kazakhstan và một nhóm nghệ sĩ độc tấu Kazakhstan trình diễn. 

### Dàn nhạc giao hưởng của Nhạc viện Quốc gia Kurmangazy Kazakhstan
Dàn nhạc giao hưởng của Nhạc viện Quốc gia Kurmangazy Kazakhstan được thành lập năm 1947. Nhạc trưởng đầu tiên là Giáo sư K. Babayev. Dàn nhạc biểu diễn nhiều tiết mục do các nhạc sĩ Haydn, Mozart, Beethoven, Schubert, Brahms, Liszt, Saint-Saens, Bizet, Ravel, Franck, Mahler, Orff, Tchaikovsky, Rachmaninoff, Mussorgsky, Shostakovich và nhiều người khác sáng tác.

## Thể thao

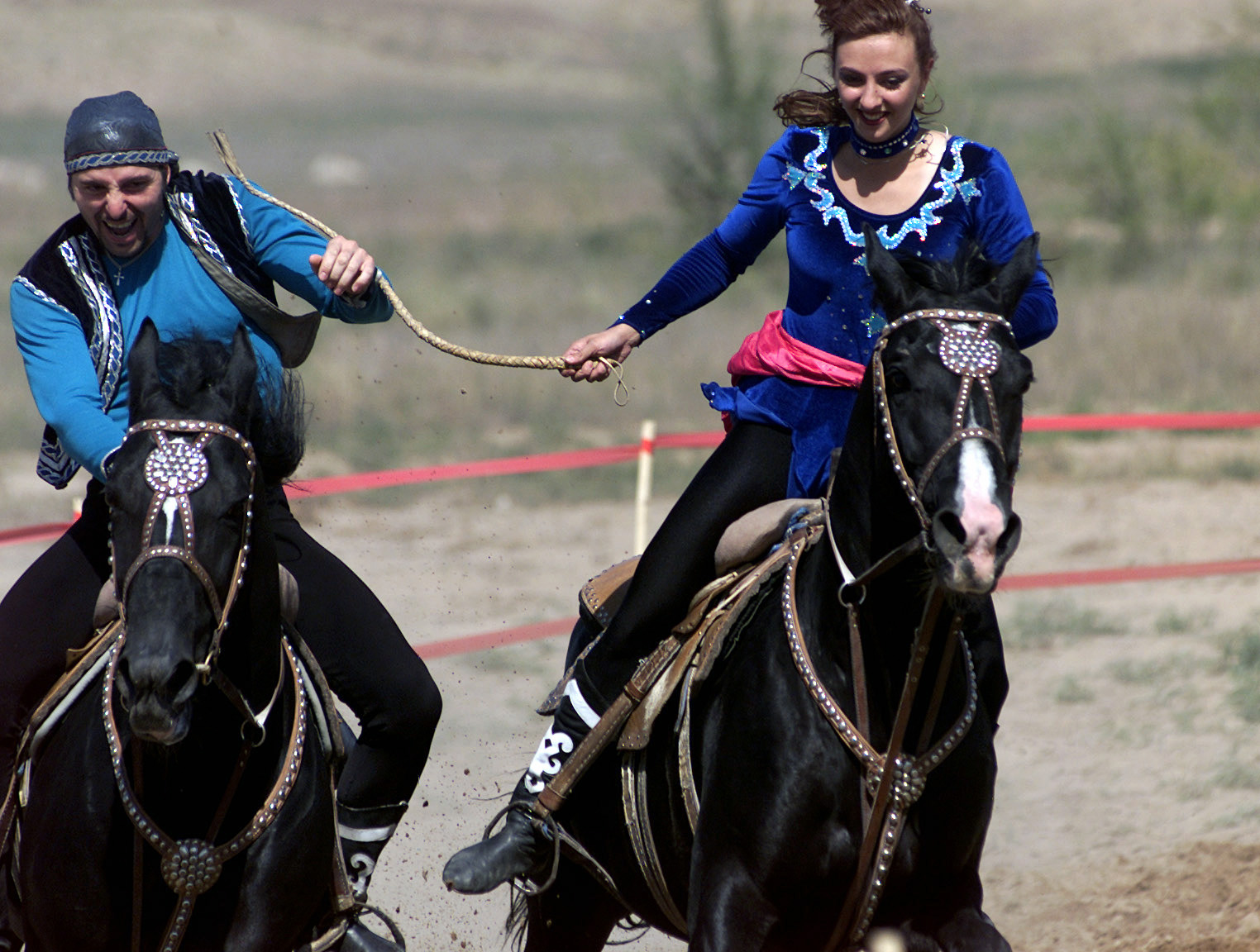
Những người cưỡi ngựa trong trang phục truyền thống thể hiện nền văn hóa cưỡi ngựa của Kazakhstan bằng cách chơi trò chơi hôn nhau, Kyz Kuu ("Đuổi theo cô gái"), một trong số những trò chơi truyền thống được chơi trên lưng ngựa.

Kazakhstan rất quan tâm đến thể thao, giáo dục thể chất và các hoạt động ngoại khóa. Kazakhstan đã đạt được một số thành tựu trong các cuộc thi quốc tế về cử tạ, khúc côn cầu trên băng và quyền anh. Kazakhstan đã giành được tám huy chương trong Thế vận hội Mùa hè 2004, thành tích lớn nhất đối với bất kỳ quốc gia nào ở Trung Á.
Bóng đá là môn thể thao phổ biến nhất ở Kazakhstan. Liên đoàn bóng đá Kazakhstan (FFK) là cơ quan quản lý quốc gia của môn thể thao này. FFK tổ chức các giải đấu đội tuyển quốc gia nam, nữ và futsal. Giải Bóng đá Ngoại hạng Kazakhstan là giải đấu cấp cao nhất của môn thể thao này trong nước.
Đi xe đạp đường trường là môn thể thao thành công nhất của Kazakhstan. Nhiều tay đua xe đạp chuyên nghiệp đã được thi đấu trên đường đua châu Âu đến từ Kazakhstan. Đáng chú ý nhất là Alexander Vinokourov, người có thành tích bao gồm hai chiến thắng Paris–Nice (2002, 2003), đứng vị trí thứ ba trong Tour de France 2003 và vị trí đầu tiên trong Cuộc đua vàng Amstel 2003. Vinokourov lãnh đạo Astana, được hỗ trợ bởi liên minh các công ty Kazakhstan. Đội này được đăng ký với tư cách là UCI ProTeam và thi đấu trong các cuộc đua lớn, bao gồm cả Tour de France.
Bóng bầu dục liên hiệp là môn thể thao phổ biến ở Kazakhstan, với hơn 10.000 người hâm mộ thường xuyên đến xem đội tuyển bóng bầu dục liên đoàn quốc gia Kazakhstan thi đấu. Những trận thắng đậm gần đây trước Sri Lanka và Đội bóng bầu dục vùng Vịnh Ả Rập đã cho đội Kazakhstan lý do để tin rằng họ có thể là ứng cử viên giành quyền tham dự Giải bóng bầu dục thế giới 2011. Kazakhstan hiện tại vẫn chưa đủ điều kiện tham dự Giải bóng bầu dục thế giới.